# 普雷多雷
普雷多雷（義大利語：Predore），是意大利贝加莫省的一个市镇。总面积11.3平方公里，人口1886人，人口密度166.9人/平方公里（2009年）。国家统计（ISTAT）代码为016174。